# Авраам Шмулевич
Авраам Шмулевич (справжнє ім'я Микита Сергійович Дьомін; нар. 10 листопада 1965, Мурманськ) — ізраїльський політичний діяч, історик, політолог, рабин, журналіст, засновник руху «Bead Arzeynu» (За нашу країну).

## Життєпис
Авраам Шмулевич народився в родині журналіста. Вчився на біологічному факультеті Ленінградського університету. Був виключен з третього курсу «за сіоністську діяльність» за поданням з КДБ. Дізнавшись, що його бабуся єврейка, він почав відвідувати синагогу, прийняв єврейську віру та вивчив іврит. На початку 1980-х він подав заяву про репатріацію до Ізраїлю, але отримав відмову. У 1984 році отримав ізраїльське громадянство, але не емігрував. Його кілька разів заарештовували за розповсюдження єврейської літератури та проведення семінарів, і врешті-решт був звинувачений у поширенні неправдивих заяв, які дискредитували радянську соціальну та економічну систему.
З розпадом Радянського Союзу в 1991 році він оселився в Хевроні, навчався в єшиві і, знайшовши спонсора, заснував власну єшиву для російськомовних вигнанців і ульпан-гіюр (клас навернених) у Кір'ят-Арба. Коли у нього закінчилися гроші, він повернувся до своїх історичних студій і політичних порад різним групам. Виступав практично на всіх провідних ТВ-каналах Ізраїлю. Виступає на YouTube-каналах різних українських політичних діячів, зокрема на YouTube-каналі Дмитра Корчинського.